# Volvo PV444 / PV544
Volvo PV444 / PV544 и Duette — первое семейство массовых малолитражных автомобилей компании Volvo, которые производились с февраля 1947 года по октябрь 1965 года с кузовами седан-фастбэк, а с учётом универсала Volvo Duett — до февраля 1969 года.
Компания Volvo, начавшая в 1927 году автомобильное производство с кабриолета Volvo ÖV4, уже в 1930-х заслужила репутацию производителя солидных среднеразмерных и полноразмерных автомобилей классов «бизнес», «люкс» и такси. Решение компании о развёртывании производства небольших экономичных автомобилей было связано с дефицитом материалов и топлива во время Второй мировой войны.
Седан PV444 был впервые показан на выставке в Королевском теннисном зале в Стокгольме 1 сентября 1944 года, но массовое производство автомобиля удалось развернуть лишь с февраля 1947 года. Всего за 18 лет было произведено 196 005 седанов PV444 и 243 990 ед. PV544 (последний представлял собой рестайлинг модели PV444).
В конце 1955 года начался экспорт модели PV444 HS в США, которая стала первым автомобилем марки Volvo в Америке. На агрегатах PV444 (переднее оперение, двери, ветровое стекло и часть крыши, панель приборов, передние сиденья, силовая установка и ходовая часть) было создано коммерческое рамное шасси Volvo PV445, производство которого продолжалось с сентября 1949 по май 1961 года (для продажи сторонним кузовостроителям было изготовлено 4,2 тыс. шасси).
В свою очередь на базе коммерческого шасси с июля 1953 года по февраль 1969 года выпускался универсал и фургон Volvo Duette (P445/P210). Таких рамных универсалов и фургонов было произведено 85 тыс. (суммарно с шасси 89,5 тыс.). Таким образом, суммарный объём производства семейства PV за 1947—1969 годы составил 529,5 тыс. Из них 160 тыс. были экспортированы, а 280 тыс. остались в Швеции.
Наряду с переднеприводными моделями SAAB-92/93/95/96 классические седаны Volvo PV444/PV544 и универсал Duette послужили основой послевоенной массовой автомобилизации Швеции 1950—1960-х.

## Краткая история создания PV444
Компактный седан-фастбек Volvo PV444 был разработан дизайнером Хельмером Петтерсоном и главным конструктором Эриком Джерном по мотивам модели американского производителя Pontiac и стал первой шведской легковой моделью с несущим кузовом освоенной в массовом производстве.
Однако, один из основателей и бессменный технический директор фирмы Volvo Густав Ларссон настоял, чтобы на автомобиле был применён более привычный задний привод, а не казавшийся тогда авангардистским передний привод. Впрочем, конкуренты из фирмы SAAB рассудили тогда же по-другому, выпустив в 1950 году переднеприводной седан Saab 92.
За время производства модели PV444 было выпущено восемь серий различавшихся внешним оформлением и внутренним оснащением: решётка радиатора, световые и сигнальные приборы, панель приборов, набор оборудования, ходовая часть, включая колёса, двигатели и т. д.

## PV444
Модель PV444 впервые в истории Volvo кроме несущего кузова получила также 4-цилиндровый верхнеклапанный (OHV) двигатель B4B рабочим объёмом 1,4 л, который после модернизации в 1955 году (B14A) стал развивать 51 л. с.
С 1957 года начали устанавливать более мощный 1,6-литровый двигатель B16B. С ним PV444 отличался более высокой экономичностью и лучшей динамикой разгона в сравнении с одноклассниками.
На экспортную версию HS для американского рынка устанавливали форсированные двигатели: 70-сильный B14A от модели P1900 и 85-сильный B16B с повышенной степенью сжатия и двумя карбюраторами SU.
- Размер шин: 5.00x16" (до 1951 г.) и 5.90x15" (с 1951-го)

## PV544
Рестайлинговая модель Volvo PV544 производилась с 1958 по 1966 год. Отличия от предыдущей модели у PV544 были не принципиальными, но достаточно заметными: вместимость салона указывалась уже как 5-местная (отсюда и замена первой «четвёрки» в индексе модели на «пятёрку»), была изменена облицовка решётки радиатора (сотовая вместо реечной), раздельное V-образное ветровое стекло было заменено на гнутое панорамное, увеличена площадь заднего стекла, модернизирована комбинация приборов и т. д.
Трансмиссия со временем была заменена с 3- на 4-ступенчатую. С 1962 модель стала оснащаться новым двигателем B18 (объём — 1,8 л), разработанным для спортивного купе Volvo P1800.
За время производства модели PV544 было выпущено семь серий различавшихся внешним оформлением и внутренним оснащением: решётка радиатора, световые и сигнальные приборы, панель приборов, набор оборудования, ходовая часть, двигатели, коробка передач и т. д.

## Duett (PV445/P210)
Агрегаты и переднее оперение седана PV444 использовались для коммерческого шасси PV445 (серий A и B), выпускавшегося с сентября 1949 до мая 1962 года, но кузова на него сама Volvo не делала, предоставляя данную почётную обязанность сторонним производителям, которые монтировали на него собственные кузова типа фургон или пикап, пока в 1952 году на площадке готовой продукции не скопились около тысячи непроданных шасси.
Тогда заводской инженер Эрик Скогх взялся разработать фирменный коммерческий кузов, а в ходе конструирования понял, что его целесообразно оснастить стёклами и задним сиденьем. Так появился 3-дверный универсал Volvo Duett (другой вариант названия — PV445 DH), серийно выпускавшийся с июля 1953 до февраля 1969 года.
До августа 1958 года он полностью базировался на агрегатной базе седана PV444, а затем получил внешнее оформление передка в стиле рестайлинговой модели PV544, но полностью на агрегатную базу PV544 (включая панорамное ветровое стекло и новую приборную панель) Duett перешёл только в июле 1960 года, получив индекс P210. Зимой 1962 года P210 оснастили 1,8-литровым 75-сильным двигателем серии B18, а также внедрили 12-вольтовую электросхему.
Всего было изготовлено 29409 ед. PV445 и PV445 Duett, а также 60100 ед. серии P210. Семейство Duett PV445 предлагали с кузовами типа фургон (Van) — серии DS, GS и LS; остеклённый фургон (Estate) — серии DH, GL и LL и грузопассажирский универсал (Passenger estate); модель P210 с кузовами Estate и Delivery van — серии A, B, C, D, E, F, M и P.
- Размер шин: 6.40x15"

## Спортивные достижения
На седане PV544 1964 года выпуска индо-кенийский экипаж братьев Сингх выиграл Восточно-Африканское ралли Сафари 1965 года (East African Safari Rally 1965).
В последующие годы, PV544 с большим успехом конкурировал в мексиканском чемпионате по дорожным гонкам Carrera Panamericana.
В дальнейшем PV544 достаточно успешно выступал в обоих ралли и гонках, завоевав несколько чемпионских титулов.

## Интересные факты
Во время демонстрационного показа Volvo PV444 осенью 1944 года автомобиль осмотрели почти 150 тыс. посетителей, но лишь 2300 из них решились сразу выложить сумму в 4800 крон, заявленную в рекламных целях — столько же за 17 лет до этого стоил и первый автомобиль Volvo ÖV4.
Реально первые покупатели смогли получить свои уже оплаченные автомобили лишь почти три года спустя, но всё же остались в выигрыше, так как в 1947 году за новую машину просили уже 8000 крон. Для сравнения: немецкие подписчики на народный автомобиль (Volkswagen) Kdf38 смогли выкупить после войны свои машины (уже версии Volkswagen-11) только после солидной доплаты, а советские приобретали облигаций государственных целевых беспроцентных займов 1990 года (в частности на покупку легковых автомобилей) не были до конца отоварены по ним и в 2009 году.
Один из основателей компании Volvo, обычно никогда не ошибавшийся экономист Ассар Габриэльсон, считал, что выпуск модели PV444 не превысит 8000 экземпляров и, хотя, позже увеличил данный прогноз до 12000 машин, но и тут жестоко просчитался — реальный тираж машины едва не достиг 200000 экземпляров, а с учётом более поздней модели PV544 и универсала Duett перевалил за полмиллиона!
C 1957 года Volvo PV544 вместе с моделью Volvo P120 Amazon первыми среди серийных легковых моделей в мире получили в качестве опционного оснащения трёхточечный ремень безопасности, а с 1959 года он стал уже базовым оснащением.
Во время старта на жизненно важном американском рынке рестайлинговый PV544 получил отличный пиар в лице «спарринг-партнёра» Ингемара Йоханссона, оспаривавшего тогда титул чемпиона мира по боксу в супертяжёлом весе и находившегося в США весной и летом 1959 года.
Инго, как его прозвали, выбрал в качестве средства передвижения белый PV544 с шинами со щегольскими белыми боковинами и шикарными увеличенными хромированными бамперами так называемого «Американского типа». Его тренер Ниссе Бломберг владел аналогичным автомобилем, но тёмной расцветки и постоянно передвигался вслед за подопечным, когда тот оказывался вне ринга. Автомобили, естественно, привлекли значительный интерес публики и были запечатлены во многих газетах, особенно после всемирно известного «правого хука Инго», совершённого им 25 июня.
Когда в августе 1965 года PV544 была представлена как модель 1966 года, её цена в исполнении Special II составляла 13000 шведских крон и 13600 крон в исполнении Sport. При этом автомобиль никогда не выпускался ни с правым рулём (хотя до 1965 года движение в Швеции было именно левосторонним), ни с 4-дверным кузовом, ни с часами.
Согласно опросам 1980-х среди шведов старше 45 лет именно модели серии PV в наибольшей степени символизировали собой бренд Volvo.
19 августа 1961 года в шведском Люсечиле произошло столкновение автомобиля  Volvo PV544 с подводной лодкой Bävern («Бобёр») класса «Хайен III».